# Altajski jeziki
Altajski jeziki so domnevna družina jezikov, ki se govorijo na širšem evrazijskem prostoru: v Mali Aziji, Zakavkazju, porečju reke Volge, Srednji Aziji, Sibiriji in Mongoliji.
Poimenovanje altajski prihaja od gorovja Altaj.
V altajsko družino jezikov se tradicionalno uvrščajo:
- turški jeziki
- mongolski jeziki
- tunguško-mandžurski jeziki

Domneva o sorodnosti teh treh jezikovnih skupin je bila v primerjalnem jezikoslovju aktualna nekako do 1960-ih, sedaj pa velja za sporno oziroma jo številni jezikoslovci zavračajo. Vse tri jezikovne skupine sicer kažejo določene tipološke podobnosti, kot so aglutinativna besedna struktura, vokalna harmonija in besedni red, v katerem je glagol na koncu stavka. Toda ker po drugi strani ne kažejo sorodnosti v najpomembnejših delih besedišča (npr. števniki, sorodstveni izrazi, osnovni glagoli, samostalniki in pridevniki), ni verjetno, da bi izvirale iz skupnega prednika, temveč so podobnosti med njimi bolj verjetno rezultat dolgotrajnih kulturnih stikov in medsebojnih vplivov.